# Paracoptochirus singularis
Paracoptochirus singularis är en skalbaggsart som beskrevs av Edgar von Harold 1868. Paracoptochirus singularis ingår i släktet Paracoptochirus och familjen Aphodiidae. Inga underarter finns listade i Catalogue of Life.